# Ronald Buis
Ronald Buis (Rheden) is een Nederlandse korfballer, coach en scheidsrechter. Namens Duko (Duiven) fluit hij al sinds 2005, het jaar van de oprichting, in de Korfbal League. In 2024 stope Buis als scheidsrechter op het hoogste niveau.

## Scheidsrechter
Buis is een vaste scheidsrechter van de Korfbal League. Hij floot de Korfbal League finale van 2013 en 2014. Hij kreeg in 2014 ook de prijs van Beste Scheidsrechter.
Daarnaast is Buis een scheidsrechter van de Internationale Korfbalfederatie en fluit hierdoor op internationale toernooien.

## Prijzen
- 2014, Beste Scheidsrechter

## Coach
Naast zijn scheidsrechterswerkzaamheden is Buis ook coach. Zo was hij meerdere seizoenen hoofdcoach van Duko en was hij ook bondscoach van Team USA van 2004 t/m 2008.